# Michael Kaatee
Michael Kaatee (Koedijk, 12 januari 1986) is een Nederlands oud-langebaanschaatser wiens specialiteit bij de middenafstanden lag, vooral de 1500 meter had zijn voorkeur.
In de seizoenen 2003-2004 en 2004-2005 schaatste Kaatee in Jong Oranje. In 2004 werd hij derde op het NK junioren achter Sven Kramer en Arjen van der Kieft, een jaar later werd hij tweede achter Wouter Olde Heuvel. Kaatee maakte zijn debuut bij de senioren op het NK allround van 2005 waar hij 16e werd. In seizoen 2007-2008 werd hij Nederlands kampioen allround bij de neo-senioren. Kaatee schaatste na zijn periode bij Jong Oranje voor het KNSB Opleidingsteam en het team van VPZ.
In 2009 stopt Kaatee met schaatsen op topniveau.

## Resultaten
| Jaar | NK Afstanden        | NK Allround             | WK Junioren                         |
| ---- | ------------------- | ----------------------- | ----------------------------------- |
| 2005 | 12e 1000m 19e 1500m | NC16 (12e, 22e, 11e, -) | 7 · (17e, 6e, , 6e) · achtervolging |
| 2006 | 16e 1000m 19e 1500m | NC15 (8e, 18e, 10e, -)  |                                     |
| 2007 | 24e 1000m 22e 1500m | NC22 (15e, 25e, 11e, -) |                                     |
| 2008 | 19e 1000m 18e 1500m | NC17 (14e, 19e, 8e, -)  |                                     |
| 2009 | 21e 1000m           | 11e (9e, 17e, 9e, 11e)  |                                     |

## Persoonlijke records
| Afstand    | Tijd    | Datum            | Baan       |
| ---------- | ------- | ---------------- | ---------- |
| 500 meter  | 37,18   | 27 december 2008 | Heerenveen |
| 1000 meter | 1.11,14 | 12 maart 2005    | Calgary    |
| 1500 meter | 1.48,89 | 11 maart 2005    | Calgary    |
| 3000 meter | 3.43,99 | 21 maart 2006    | Calgary    |
| 5000 meter | 6.34,35 | 23 maart 2006    | Calgary    |